# برایان آلفرز
برایان آلفرز (انگلیسی: Brian Alferez؛ زادهٔ ۴ آوریل ۱۹۹۸) بازیکن فوتبال اهل آرژانتین است.
از باشگاه‌هایی که در آن بازی کرده است می‌توان به باشگاه فوتبال گودوی کروز اشاره کرد.